# Blutsbrüderschaft (1941)
Blutsbrüderschaft ist ein nationalsozialistischer Propagandafilm von Philipp Lothar Mayring aus dem Jahre 1941.
Es handelt sich heute um einen Vorbehaltsfilm der Friedrich-Wilhelm-Murnau-Stiftung. Er gehört damit zum Bestand der Stiftung, ist nicht für den Vertrieb freigegeben, und darf nur mit Zustimmung und unter Bedingungen der Stiftung gezeigt werden.

## Handlung
Am 11. November 1918, dem letzten Tag des Ersten Weltkrieges, versucht Oberleutnant Klaus Olden mit seiner Einheit verzweifelt, einen verlorenen Posten zu halten. Die Rettung erscheint in Gestalt des Piloten Jochen Wendler, der mit seinem Flieger auftaucht und Munition abwirft. Als Jochens Maschine gleich darauf abgeschossen wird, gelingt es Klaus, ihn in letzter Sekunde aus dem Wrack zu ziehen. Verletzt werden beide ins Lazarett gebracht, wo sie von der attraktiven Krankenschwester Barbara, einer Jugendfreundin Jochens, versorgt werden.
Die beiden Männer schließen Blutsbrüderschaft und fahren gemeinsam mit Barbara nach Ostpreußen, wo sie Verwandte von Jochen auf deren Gut besuchen wollen. Doch der Hof der Verwandten wurde im Krieg zerstört. Die Nachkriegszeit erweist sich als wirtschaftliches Desaster, in dem Klaus und Jochen notgedrungen jede sich bietende Arbeit annehmen. Als sie aber eines Tages in einem Heeresgutverwertungslager deutsche Geschützrohre zerstören sollen, geht dies Jochen, der seine Uniform im Geiste immer noch nicht abgelegt hat, so sehr wider die Natur, dass er dem Freund, den er nicht mehr versteht, vorschlägt, fünf Jahre lang getrennte Wege zu gehen.
Klaus findet einen gut bezahlten Arbeitsplatz und engagiert Barbara, die er insgeheim liebt, als Haushälterin. Jochen ist weiterhin arbeitslos, findet jedoch ideelle Befriedigung in seinem Einsatz für eine politische Organisation zur Bekämpfung der „inneren und äußeren Feinde Deutschlands“. Nach fünf Jahren treffen die Freunde sich wie verabredet wieder, gehen jedoch erneut im Streit auseinander, da die Gegensätze immer noch bestehen und Barbara überdies erkennt, dass es nicht Klaus, sondern Jochen ist, den sie liebt. Barbara verlässt Klaus und folgt Jochen. Erst als sie ein Kind erwartet und ihr Leben von einer Herzerkrankung bedroht wird, erkennt Klaus, dass er seinen Blutsbruder nicht hätte im Stich lassen dürfen. Es kommt zur Versöhnung und am 1. September 1939 ziehen die – in ihren ideellen Zielen nunmehr geeinigten – Freunde an der Spitze ihrer Kompanie Seite an Seite erneut in den Krieg.

## Produktion und Rezeption
Der Film wurde von der Berliner Terra-Filmkunst GmbH produziert und verliehen. Die Drehaufnahmen fanden in den UFA-Ateliers in Berlin-Tempelhof, in den Prager Hostivar-Ateliers und in der Umgebung von Prag (Außenaufnahmen) zwischen dem 10. Mai und Anfang Juli 1940 statt. Bei der Zensurvorlage in der Filmprüfstelle am 23. Dezember 1940 erhielt der Film Jugendverbot; ein Prädikat wurde nicht verliehen. Die Uraufführung fand am 3. Januar 1941 im Berliner „Atrium“ und im Ufa-Theater „Tauentzien-Palast“ statt.
Nach dem Ende des Zweiten Weltkrieges wurden alle Kopien des Films vom Oberkommando der alliierten Siegermächte beschlagnahmt und die Aufführung unter Verbot gestellt. Heute liegen die Auswertungsrechte bei der Friedrich-Wilhelm-Murnau-Stiftung, die die Vorführung dieses Vorbehaltsfilms nur im Rahmen spezieller Bildungsveranstaltungen ermöglicht.